# Tymolus
Tymolus is een geslacht van kreeftachtigen uit de klasse van de Malacostraca (hogere kreeftachtigen).

## Soorten
- Tymolus brucei Tavares, 1991
- Tymolus daviei Tavares, 1997
- Tymolus dromioides (Ortmann, 1892)
- Tymolus glaucommus (Alcock, 1894)
- Tymolus globosus Spiridonov & Türkay, 2007
- Tymolus hirtipes S. H. Tan & J.-F. Huang, 2000
- Tymolus japonicus Stimpson, 1858
- Tymolus similis (Grant, 1905)
- Tymolus truncatus (Ihle, 1916)
- Tymolus uncifer (Ortmann, 1892)